# Горный гусь
Горный гусь (лат. Anser indicus) — вид птиц из семейства утиных (Anatidae). Перелётная птица.

## Общая характеристика
Горный гусь имеет сероватую окраску тела, голова и бока шеи белые. На темени и затылке две чёрные полосы. Клюв и высокие ноги жёлтые. Длина тела составляет от 70 до 75 см, длина крыла — 40—50 см. Масса взрослой птицы от 2 до 3,2 кг, молодой — от 200 г до 1 кг.

## Распространение
Населяет высокогорные озера Центрального Тянь-Шаня, Памира и Алтая, а также Тувы. Зимует в Индии, в низинных, заболоченных местностях. Кроме этого есть популяция горных гусей и в Северной Европе. В России горный гусь встречается в долинах горных рек Тувы и юго-восточного Алтая. Встречались горные гуси на Телецком озере, реке Абакан, полуострове Таймыр, Красноярском водохранилище и на Дальнем Востоке. Общая численность гнездящихся в России горных гусей невысока. В Туве насчитывается около 500 особей, на Алтае около 1000 особей.

## Образ жизни
Горный гусь гнездится в горах на берегах и островах горных рек, а также на прибрежных скалах. Он хорошо ходит и бегает, большую часть времени проводит на суше, а не в воде.

### Размножение
Половой зрелости самки достигают к двум годам, самцы становятся половозрелыми в три года. Горные гуси гнездятся небольшими колониями или одиночно. Гнёзда устраивают на скалах и обрывах, реже на деревьях. Часто занимают гнёзда чёрных коршунов. Кладка состоит из 2-6 яиц. Часто молодые гусыни подкладывают свои яйца в гнёзда своих родителей. Птенцы вылупляются через 32-34 дня.

## Рекорд высотного полёта
Горные гуси одни из самых высоко летающих птиц. Зафиксирован случай полёта горных гусей на высоте 10175 м, во время их перелётов из Средней Азии над Гималаями. Воздух на таких высотах настолько разрежен, что делает невозможным полёт вертолёта.
Горные гуси проигрывают только грифовым птицам. Известны случаи столкновения африканского грифа с самолётом на высоте 12 150 м и грифа Рюппеля на высоте 11 277 м.